# Gerardus van der Leeuw
Gerardus van der Leeuw (18 de março de 1890 em Haia - 18 de novembro de 1950 em Utrecht) foi um teólogo protestante, erudito religioso, egiptólogo e político holandês.

## Trabalho
Como cientista, van der Leeuw é considerado o maior representante da fenomenologia da religião. Seu trabalho visava menos a criação de um sistema metodologicamente uniforme do que a compreensão do conteúdo religioso vivenciado. Ele seguiu abordagens psicológicas e teológicas. Seus esforços psicológicos são particularmente evidentes em seu trabalho On Some Recent Results of Psychological Research and Their Application to History, Special The History of Religions (1926), no qual ele se concentra especificamente em abordagens psicológicas dentro da filosofia existencial (por exemplo, Karl Jaspers e Ludwig Binswanger).
Entre suas publicações, destaca-se o Manual Fenomenologia da Religião, de 1933, como obra fundamental dos estudos religiosos comparados e da fenomenologia das religiões. Van der Leeuw entendia a fenomenologia como uma filosofia de vida em contraste com uma ciência empírica, indutiva e verificadora. Ele resolveu o problema da subjetividade da compreensão postulando um legítimo reviver religioso de um fenômeno religioso.
Ele distinguiu claramente entre as formas primitivas e modernas de experimentar a religião. Segundo ele, as primeiras formas não se caracterizavam por uma transcendência do divino, mas sim pelo sentimento de poder dos povos polinésios. "Deus" é apenas outra palavra para esse poder, o que significa que ele realmente iguala religião e magia. O homem inevitavelmente tem que lidar com esse poder em sua vida, e essa experiência se expressa em formas religiosas. O homem, por sua vez, busca esse poder para apropriar-se dele. Por meio dessa busca, a vida humana encontra sentido e se expressa na cultura.
Como parte de seu trabalho para a igreja, ele fez campanha para uma compreensão da teologia como ética religiosa e antropologia e para o movimento litúrgico.

## Publicações (Seleção)
- Die do-ut-des-Formel in der Opfertheorie. In: Archiv für Religionswissenschaft. (ARW) Band 20, 1920/21, S. 241–253.
- Einführung in die Phänomenologie der Religion. Reinhardt, München 1925 u. Wissenschaftliche Buchgesellschaft, Darmstadt 1961.
- Phänomenologie der Religion. Mohr, Tübingen 1933.
  - Neuausgabe: Phänomenologie der Religion. Neue theologische Grundrisse. Mohr, Tübingen 1977, ISBN 978-3-16-139942-8.
- Refrigerium. (Mnemosynes). Brill, Leiden 1936.
- Der Mensch und die Religion. Anthropologischer Versuch. Haus zum Falken, Basel 1941.
- Liturgiek. 1946
  - Deutsche Ausgabe: Liturgik. (= Praktische Theologie im reformierten Kontext, Band 16). Herausgegeben von Luca Baschera u. Ralph Kunz. Aus dem Holländischen übersetzt von Christina Siever. Theologischer Verlag, Zürich 2018, ISBN 978-3-290-18174-1.
- Die Bilanz des Christentums. Rascher, Zürich 1947.
- Sacramentstheologie. Verlag Callenbach, Nijkerk 1949.
  - Deutsche Ausgabe: Sakramentales Denken. Erscheinungsformen und Wesen der außerchristlichen und christlichen Sakramente. Aus dem Holländischen übersetzt von Eva Schwarz. Johannes Stauda-Verlag, Kassel 1959.
- Vom Heiligen in der Kunst. Bertelsmann, Gütersloh 1957.